# Anairetes parulus
Tourinho-de-bico-preto ou chifrudo-de-bico-preto (Anairetes parulus) é uma espécie de ave da família Tyrannidae.
Pode ser encontrada nos seguintes países: Argentina, Bolívia, Chile, Colômbia, Equador, Ilhas Malvinas e Peru.
Os seus habitats naturais são: florestas temperadas, regiões subtropicais ou tropicais húmidas de alta altitude, matagal tropical ou subtropical de alta altitude e florestas secundárias altamente degradadas.